# Charles Kuen Kao

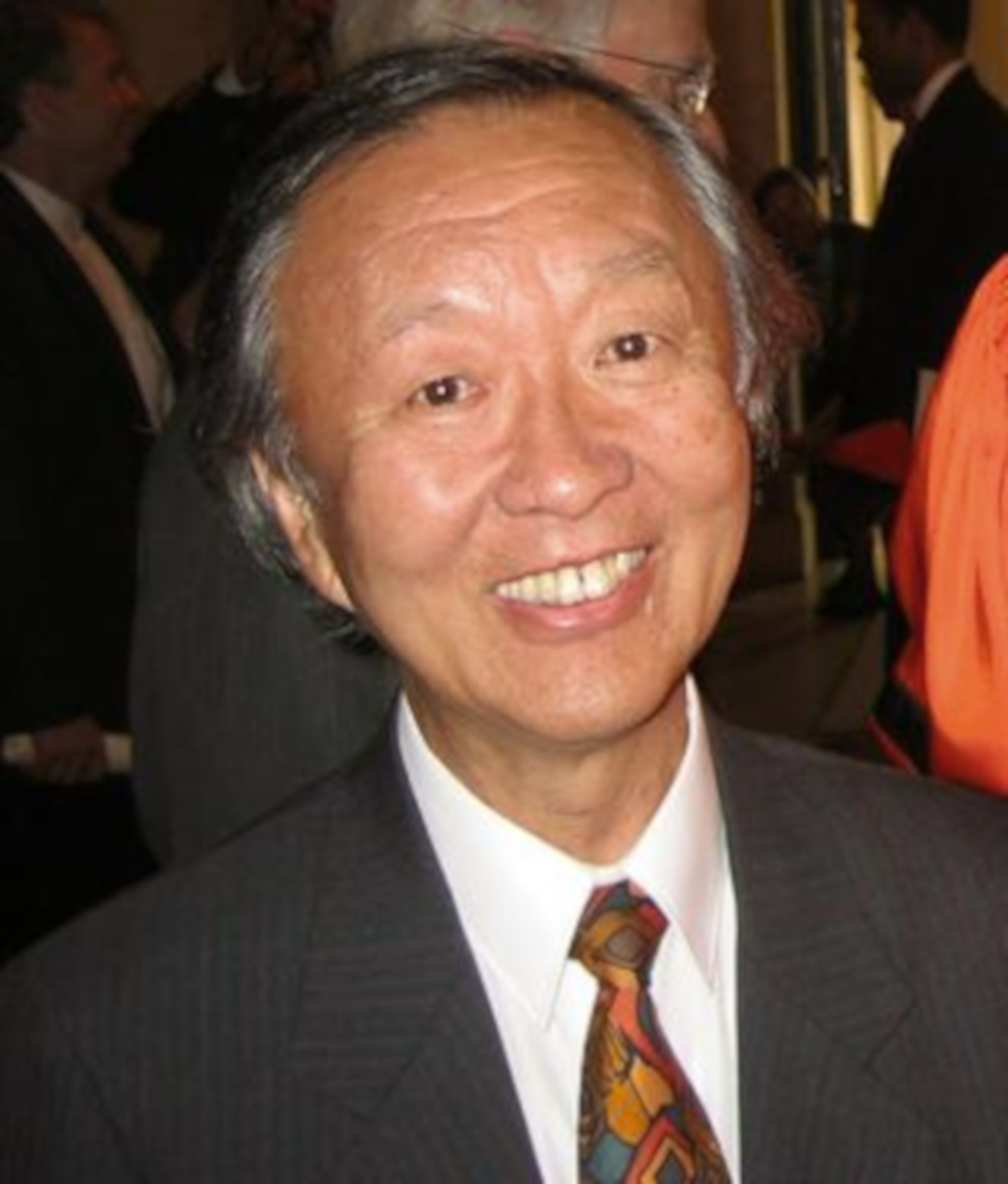
Charles Kuen Kao (2004)

Sir Charles Kuen Kao, GBM, KBE, FRS, FREng, (chinesisch 高錕 / 高锟, Pinyin Gāo Kūn, W.-G. Kao K'un, Jyutping Gou1 Kwan1, kantonesisch Kao Kuen; * 4. November 1933 in Shanghai; † 23. September 2018 in Sha Tin, Hongkong) war ein US-amerikanisch-britischer Physiker chinesischer Herkunft. Er war Pionier im Bereich der Glasfaseroptik, wofür er 2009 mit dem Nobelpreis für Physik geehrt wurde.

## Werdegang
Er studierte in England und schloss mit ausgezeichnetem Erfolg ab. 1965 erhielt er am University College London seinen Ph.D. Danach ging Kao zu den Standard Telecommunication Laboratories von ITT in Harlow, wo er Director of Engineering wurde und an der Optischen Nachrichtenübertragung mittels Infrarot forschte. Dort arbeitete er mit George Hockham auf dem Gebiet der Telekommunikation über Glasfasern, wobei er erstmals Lichtsignale als Daten über einen Leiter aus Glas übertrug. Dabei stellte Kao fest, dass die hohen Informationsverluste nicht durch elektronische Probleme, sondern durch Verunreinigungen in den Glasfasern bedingt sind. Er schlug 1966 Glasfasern als taugliches Übertragungsmedium vor, wenn es möglich sei, die Verluste von 1000 dB/km auf 20 dB/km zu senken. Im Herbst 1970 durchbrach Corning Glass Works diese Grenze mit 17 dB/km.
Später wurde Kao Vice-Chancellor an der Chinesischen Universität Hongkong. 1996 ging er in den Ruhestand.

## Auszeichnungen und Ehrungen
Am 6. Oktober 2009 wurde ihm, zusammen mit Willard Boyle und George Elwood Smith, von der Königlich Schwedischen Akademie der Wissenschaften der Nobelpreis für Physik „für seine bahnbrechenden Erfolge auf dem Gebiet der Lichtleitung mittels Faseroptik für optische Kommunikation“ zuerkannt.
2010 wurde er als Knight Commander des Order of the British Empire in den britischen Adelsstand erhoben.
Am 3. Mai 1996 wurde der Asteroid (3463) Kaokuen nach ihm benannt.
Am 4. November 2021 wurde Kao, zu seinem 88. Geburtstag, von Google mit einem Doodle geehrt.